# 南印度龍屬
南印度龍屬（學名：Dravidosaurus）是已滅絕爬行動物的一屬，過去曾被認為是生存年代最晚期的劍龍類恐龍。南印度龍的體長只有3公尺，過去被認為是最小型的劍龍類。後期研究分析牠們的骨頭，其實是屬於蛇頸龍目，而不是恐龍。
2017年彼得·高爾頓與Krishnan Ayyasami將其重新鑑定為劍龍類。
南印度龍生活再上白堊紀科尼亞克階的印度。牠的化石都保存不甚好，包括了一個部份的頭顱骨、一根牙齒、及一些最初被認為是裝甲的東西。牠的學名的意思是「德拉维达的蜥蜴」，因為牠的化石是發現於印度南部坦米爾納杜邦德拉维达的海相沉積層。

## 外部連結
- Stegosauria at Thescelosaurus!
- 恐龍博物館——南印度龍